# 北星学園大学短期大学部
北星学園大学短期大学部（ほくせいがくえんだいがくたんきだいがくぶ、英語: Hokusei Gakuen University Junior College）は、北海道札幌市厚別区大谷地西2-3-1に本部を置く日本の私立大学。1889年創立、1951年大学設置。大学の略称は北星短大、HGUJC、HGJCなど。

## 概観

### 大学全体
- 北海道札幌市厚別区に所在する日本の私立短期大学で、設置主体は学校法人北星学園[1]。
- 1887年創立の女学塾に始まる北星学園が母体となっている。1951年、学校法人北星学園により北星学園女子短期大学（ほくせいがくえんじょしたんきだいがく Hokusei Gakuen Women's Junior College）として札幌市中央区にて開学。当初は1学科体制[2]、1954年度より2学科体制。2002年より厚別区に移転して学名変更した。
- 2024年度の入学生を最後に[注釈 1]、短期大学としての使命を終えることが決定した。

### 建学の精神（校訓・理念・学是）
- 北星学園大学短期大学部における建学の精神は「キリスト教に基づく全人教育」となっている。

### 教育および研究
- 北星学園大学短期大学部はキリスト教系の大学である関係上、「キリスト教学」と称した一般教育科目がある。

### 学風および特色
- 北星学園大学短期大学部は、開学以来キリスト教思想に基づいた教育が行われており、その特色を活かした講義として「アセンブリ」が旧来から取り入れられている。
- 現在、男女共学であるが、女子学生の方が圧倒的に多いものとなっている。
- かつて、女子短大だった時分、学生の上履きは純白のナースサンダルの着用があった[4]。

## 沿革
- 1889年
  - スミス女学校が創設される。
- 1951年
  - 3月8日 左記を以て文部省[注 4]より短期大学の設置が認可される[5]。
  - 4月1日 北星学園女子短期大学（ほくせいがくえんじょしたんきだいがく）として以下の学科体制にて開学[6]。
    - 英文科 入学定員40名
- 1954年
  - 4月1日 以下の学科を増設する[7]。
    - 家政科 入学定員80名

  - 5月1日 学生数[8]/定員
    - 英文科 66[注釈 2]/80
    - 家政科 90[注釈 2]/80
- 1958年
  - 3月31日  専攻科の設置が認められ、以下の課程を設ける[9]。
    - 英文専攻第二部 入学定員20名
- 1967年
  - 12月28日 別科の設置が認められ、以下の課程を設ける[10]。
    - 家政専修 入学定員50名
- 1968年
  - 4月1日 各学科の入学定員増を以下の通り行う[注 5]。
    - 英文科 40→80
    - 家政科 80→120

  - 5月1日 学生数[14]/定員
    - 英文科 250[注釈 2]/120
    - 家政科 397[注釈 2]/200
- 1978年
  - 3月31日 左記をもって以下の課程を正式に廃止とする[注 6]。
    - 別科家政専修
- 1980年
  - 5月1日 学生数[17]/定員
    - 英文科 283[注釈 2]/160
    - 家政科 342[注釈 2]/240

  - 7月7日 各学科の名称変更を以下の通り行う[注 7]
    - 英文科→英文学科
    - 家政科→家政学科
- 1986年
  - 4月1日 各学科の入学定員増を以下の通り増員する[注 8]。
    - 英文学科 80→150
    - 家政学科 120→220

  - 5月1日 学生数[24]/定員
    - 英文学科 283[注釈 2]/230
    - 家政学科 430[注釈 2]/340
- 1989年
  - 4月1日 家政学科を生活教養学科に改称[25]。
  - 5月1日 学生数[26]/定員
    - 英文学科 373[注釈 2]/300
    - 生活教養学科 248[注釈 2]/220
      - 家政学科 248[注釈 2]/220
- 1991年
  - 4月1日 各学科の入学定員増を以下の通り行う[注 9]。
    - 英文学科 150→170
    - 生活教養学科 220→250

  - 5月1日 学生数[31]/定員
    - 英文学科 393[注釈 2]/320
    - 生活教養学科 548[注釈 2]/470
- 1992年
  - 5月1日 学生数[注 10]/定員
    - 英文学科 419[注釈 2]/340
    - 生活教養学科 592[注釈 2]/500
- 1999年
  - 5月1日 学生数[34]/定員
    - 英文学科 398[注釈 2]/340
    - 生活教養学科 588[注釈 2]/500
- 2000年
  - 4月1日 各学科の入学定員減を以下の通り行う[注 11]。
    - 英文学科 170→160
    - 生活教養学科 250→236
- 2002年
  - 4月1日 北星学園大学短期大学部と学名変更し[40]。厚別区に校舎移転。男子学生を受け入れる。
  - 同 学科名及び入学定員を以下の通り変更する[40]。
    - 生活教養学科 236→生活創造学科 80
    - 英文学科 160→120
- 2024年
  - 4月1日 この年度で学生募集を最終とする[注釈 1]

## 基礎データ

### 所在地
- 北海道札幌市厚別区大谷地西2-3-1

### 交通アクセス
- 札幌市営地下鉄東西線大谷地駅1番出口、白石サイクリングロードを西へ徒歩5分。

### 象徴
- 北星学園大学短期大学部のカレッジマークは、星をイメージしている[41][42]。

## 教育および研究

### 組織

#### 学科
- 英文学科 入学定員120名[1]
- 生活創造学科 入学定員80名[1]

#### 専攻科
- 英文専攻第二部 入学定員20名[43]

#### 別科
- 家政専修 入学定員50名[44]

#### 取得資格について
- かつて、北星学園女子短期大学では以下の教職課程があった。
  - 中学校教諭二種免許状
    - 英語：英文学科にて設置されていた[注 12]。
    - 家庭：生活創造学科の前身である生活教養学科において設置されていた[注 13]。
    - 保健：生活創造学科の前身である家政科にて[45]。
- 当初は中学校教諭ほか高等学校教諭免許状の教職課程を併設[45]
  - 英語：英文科[45]
  - 家庭・保健：家政科[45]

#### 附属機関
- スミスミッションセンター
- 総合情報センター
- 国際教育センター
- 図書館

### 研究
- 『北星学園女子短期大学紀要』[46]
- 佐々木, 敏, 北星学園女子短期大学『スキージヤンプの踏切技術と空中動作に関する研究』[47]
- 北星学園女子短期大学家庭経済研究室『家庭経済研究室報』[48]

### 教育
- 現代的教育ニーズ取組支援プログラム
  - 「専門職業人となる人材の基盤的英語教育-次世代版カリキュラム開発と英語能力習得のための環境作り-」において2005年度に採択されている。
- 特色ある大学教育支援プログラム
  - 「一般教育を統合した英語カリキュラム」において2003年度に採択されている。

## 学生生活

### 部活動・クラブ活動・サークル活動
- 北星学園大学短期大学部のクラブ活動（北星学園女子短期大学から活動していたものも含む）
  - 体育系：ワンダーフォーゲル・バレーボール・バスケットボール・バドミントン・テニス・ゴルフほか[4]
  - 文化系：ESS・美術・箏曲・華道・茶道・軽音楽ほか[4]

### 学園祭
- 北星学園大学短期大学部の学園祭は毎年、概ね10月頃に行われている[4]。

## 大学関係者と出身者

### 大学関係者
- 安孫子孝次：第2代学長
- 時任正夫：第3代学長
- 手島寅雄：第4代学長
- 留岡清男：第5代学長
- 木村謙二：第6代学長
- 塩谷饒：第7代学長
- 大友浩：第10代学長
- 金井新二：第11代学長
- 田村信一：第12代学長

### 出身者
- 大和和紀：漫画家
- 岩崎まさみ：文化人類学者
- 石山愛子：アナウンサー

## 大学の組織
- 北星学園大学短期大学部同窓会組織がある。これは、旧来の北星学園女子短期大学を含んでいる。

## 施設

### キャンパス
- キャリアデザインセンター
- 学生相談センター
- エクステンションセンター
- 心理臨床センター
- チャペルほか

## 対外関係

### 他大学との協定

#### アメリカ
- イースタン・メノナイト大学
- メアリービル大学
- ワシタバプティスト大学

#### カナダ
- オカナガン大学
- トリニティ・ウエスタン大学
- マラスピナ大学

#### イギリス
- リーズ大学
- コベントリーシティ大学
- 新ノッチンガム大学

#### オーストラリア
- モナシュ大学
- RMIT大学

#### ニュージーランド
- クリストチャーチカレッジ・オブ・イングリッシュ

#### マレーシア
- マレーシア科学大学

### 系列校
- 北星学園大学
- 北星学園大学附属高等学校
- 北星学園女子中学高等学校
- 北星学園余市高等学校

## 社会との関わり
- 財団法人日本英語検定協会より『平成15年度 団体の部 文部科学大臣奨励賞』を受賞している。

## 卒業後の進路について

### 編入学・進学実績
- これまで、系列の北星学園大学を除き、以下の実績があげられる[4]。
  - 英文学科：北海道教育大学・高崎経済大学・札幌大学・北星学園大学ほか
  - 生活創造学科：北海道大学・札幌国際大学・酪農学園大学・北海道東海大学・東北福祉大学・郡山女子大学・玉川大学ほか